# Les Tourbières noires
Les Tourbières noires est un album de bande dessinée par Christophe Bec, publié chez Glénat en 2016.

## Synopsis
L’intrigue se déroule dans les Monts d’Aubrac et se déroule en deux temps distincts. La bande dessinée s’ouvre avec la balade en forêt de deux amis, Baptiste et Bayac, lors de laquelle le premier ordonne la mort du second par l’intermédiaire de ses chiens qui l’attaquent et le tuent. Le scénario nous mène ensuite, dix-huit ans plus tard, à Antoine, qui parcourt les Monts d’Aubrac et ses tourbières. Perdu, le jeune homme est accueilli le temps d’une nuit dans la demeure de Baptiste, qui y vit avec sa fille Mélodie. L’intrigue mêle alors les démons de Baptiste, l’incompréhension d’Antoine et la liberté contrainte de Mélodie, à une créature dangereuse qui traque Baptiste.

## Personnages
Par ordre d'apparition
- Baptiste est un habitant des Monts d’Aubrac. Il est l’ami de Bayac et le père de Mélodie. Il accueille Antoine une nuit.
- Bayac est le meilleur ami de Baptiste et il est le père biologique de Mélodie. Il est tué par les chiens de ce dernier dès les premières pages de la bande dessinée.
- Antoine est un jeune photographe envouté par les Monts d’Aubrac, sa balade photographique le mène, de nuit, à Baptiste, Mélodie et à la Créature.
- Mélodie est retenue prisonnière par Baptiste dans la demeure familiale et cherche à s’en échapper.
- La Créature plane et menace sur l’ensemble de l’intrigue, du rêve d’Antoine aux hallucinations de Baptiste.

## Les lieux
Les Tourbières noires convoque une ruralité sauvage dans laquelle évoluent des personnages teintés de mystère. Trois lieux sont invoqués dans la bande dessinée.
- La forêt : Christophe Bec donne à la scène d’ouverture une allure mortifère en l’inscrivant dans une forêt hivernale : arbres démunis, rochers, ombres et couleurs sombres.
- Les Monts d’Aubrac sont représentés dans toute leur étendue, ils se dressent aux yeux de Baptiste et des lecteurs.
- La ferme, fortifiée, est en pierre et à l’écart des grands plateaux parcourus.

## Élaboration de l'album
Les Tourbières noires est né d’un travail documentaire de Christophe Bec sur les lieux de son intrigue pour les insérer dans une dimension de bande dessinée. Les différents panoramas des paysages sont le fruit d’un travail préalable de repérage que rapporte Christophe Bec dans le cahier graphique inséré en fin d’album. L’auteur explique également qu'il a mené un travail de photomontage pour intégrer des formes propres à son intrigue aux lieux observés et que la naissance de la créature est le résultat d’un travail de crayonnage et un hommage à Swamp Thing de Bernie Wrightson.

## Analyse
L’intrigue est composée de topoi liés au roman noir : la femme fatale, le chien, les lieux. Ces derniers tels que la forêt et les Monts d'Aubrac s'inscrivent dans la lignée du country noir: fidèles à un territoire reculé et  « aux marges oubliées de la mondialisation ». La ferme est l’illustration de la grande demeure hostile propre à l’intrigue d’un roman noir.
Dans une interview Christophe Bec fait mention, comme source d'inspiration, de la nouvelle de Guy de Maupassant: La Peur.